# Aceh Singkil (huyện)
Huyện Aceh Singkil là một huyện (kabupaten) thuộc tỉnh Aceh, Indonesia. Huyện lỵ đóng ở Singkil. Huyện có diện tích km2, sân số theo điều tra năm 2000 là 120.043 người.

## Các đơn vị hành chính
Huyện gồm có phó huyện hành chính (kecamatan) sau:
1. Danau Paris
2. Gunung Meriah
3. Kota Baharu
4. Kuala Baru
5. Pulau Banyak
6. Simpang Kanan
7. Singkil
8. Singkil Utara
9. Singkohor
10. Suro Baru